# Русско-византийская война (907)
Русско-византийская война 907 года — легендарный поход киевского князя Олега на Константинополь.
Поход подробно описан в «Повести временных лет» (нач. XII века) и завершился подписанием мирного договора в 907 году. Широко известен в русском обществе по фразе: «Вещий Олег прибил свой щит на вратах Царьграда». Однако данный набег не упомянут ни в одном византийском или ином источнике, кроме древнерусских летописей. В 911 году был заключён новый русско-византийский договор.

## Положение Византийской империи
В начале X века в Византии правил император Лев VI Философ, вступивший в конфликт с церковными иерархами из-за 4-го брака. Основным врагом Византии в этот период времени были Аббасиды, наступавшие в Малой Азии на византийские владения и совершавшие морские набеги с юга. Самым известным набегом стал захват пиратом Львом Триполийским в июле 904 года греческого города Фессалоники. Византийский флот под командованием друнгария Имерия не смог помешать арабской флотилии, состоявшей из 54 кораблей.
Воспользовавшись слабостью империи, в том же 904 году болгарский царь Симеон I отнял часть земель у Византии, которая откупилась ежегодной данью, исправно выплачивая её до 913 года. В Европе в начале X века появилась новая сила, венгры, которые осели в Паннонии, разгромив славянское государство Великую Моравию. В скором времени европейские хроники заполнятся сообщениями о набегах венгров на соседние страны, но в начале 900-х годов они представляли угрозу прежде всего Болгарскому царству, и византийская дипломатия пыталась натравить их на Симеона I.
Хотя после набега на Константинополь в 860 году византийские источники не отмечают каких-либо конфликтов с русами, есть косвенные свидетельства о том, что набеги продолжались и позже. Так в своём военном наставлении (написано около 905 года) в главе о морских сражениях император Лев VI заметил, что враждебный народ, «так называемые северные скифы» (именование русов в византийской традиции), используют небольшие быстрые корабли, поскольку они не могут иначе выйти из рек в Чёрное море.
Из событий, близких по времени к 907 году, византийские хроники отмечают победу своего флота над сарацинским в октябре 906 года. В 907 и следующих годах больших сражений или войн около Константинополя не отмечено. Следующее сражение произошло в октябре 911 года возле Крита, в котором византийский флот потерпел поражение от сарацин. За византийцев сражались 700 русов. Летом 913 года болгарский царь Симеон I совершил победоносный поход под стены Константинополя, завершившийся выгодным для болгар мирным договором.

## Поход Олега по «Повести временных лет»
«Повесть временных лет», самая ранняя из сохранившихся древнерусских летописей (начало XII века), начинает рассказ о походе на Царьград с перечисления славянских и финно-угорских народов и племён, которых Олег привлёк к походу:

«В год 6415 (907). Пошёл Олег на греков, оставив Игоря в Киеве; взял же с собою множество варягов, и словен, и чуди, и кривичей, и мерю, и древлян, и радимичей, и полян, и северян, и вятичей, и хорватов, и дулебов, и тиверцев, известных как толмачи: этих всех называли греки „Великая Скифь“. И с этими всеми пошёл Олег на конях и в кораблях; и было кораблей числом 2000. И пришёл к Царьграду: греки же замкнули Суд, а город затворили. И вышел Олег на берег, и начал воевать, и много убийств сотворил в окрестностях города грекам, и разбили множество палат, и церкви пожгли. А тех, кого захватили в плен, одних иссекли, других замучили, иных же застрелили, а некоторых побросали в море, и много другого зла сделали русские грекам, как обычно делают враги.»

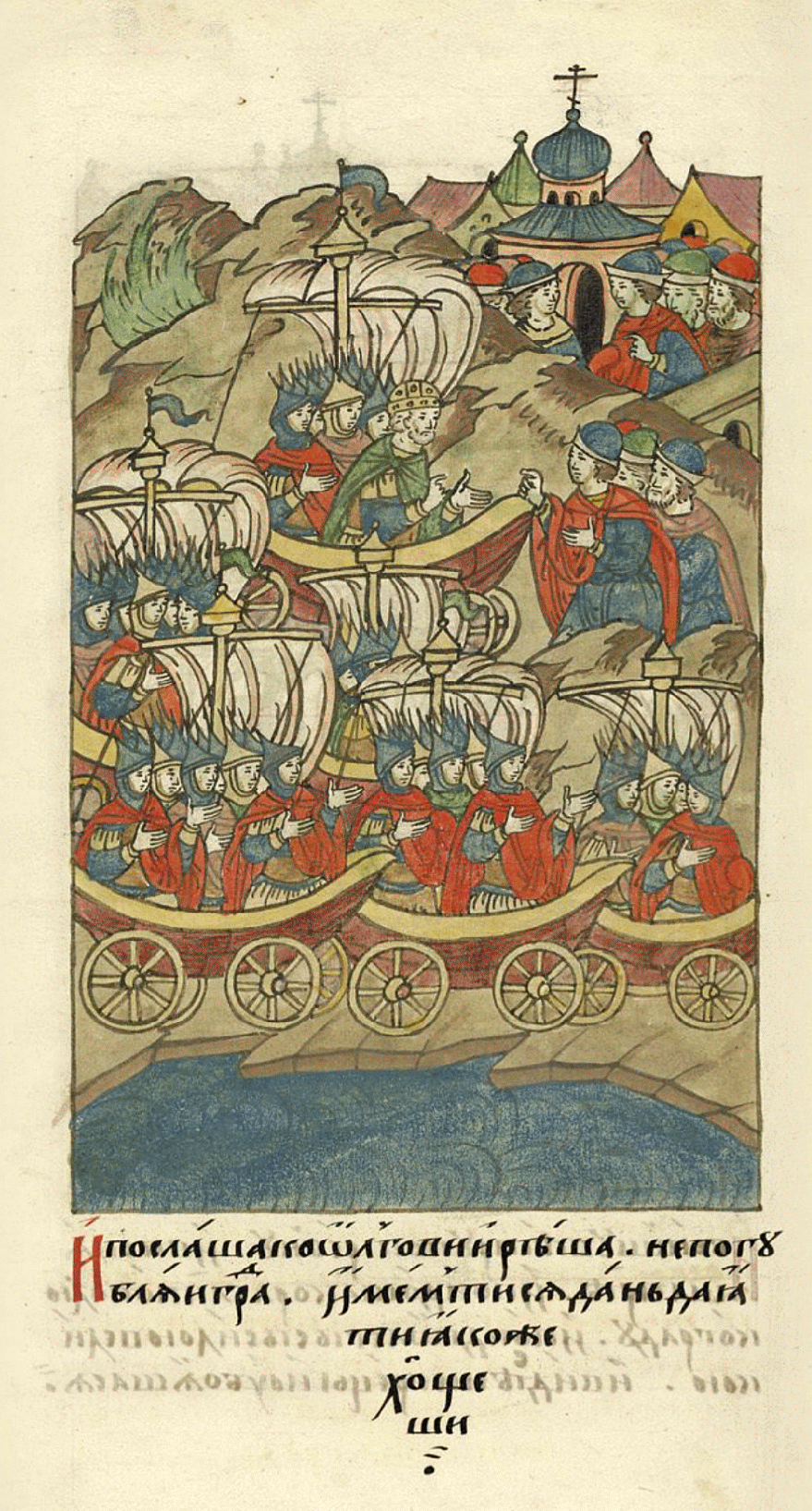
Князь Олег с войском едет на кораблях, поставленных на колёса к Царьграду, Лицевой летописный свод, сер. XVI в.

Согласно летописи, часть войска двигалась по берегу на конях, другая по морю на 2 тысячах кораблей, каждый из которых вмещал по 40 человек. Однако текст Новгородской летописи младшего извода, который по предположению историка Шахматова содержит в изначальном виде часть самой ранней несохранившейся летописи (Начальный свод), не говорит о 2 тысячах кораблей, но о 100 или 200 кораблей («И заповЂда Олегъ дань даяти на 100, 200 корабль…»). Историки избегают трактовки неясной фразы начального летописца XI века, но из неё легко выводится число в 2000 кораблей более поздним автором «Повести временных лет» (ПВЛ). В остальном автор ПВЛ следует рассказу Начального свода с более точным указанием дат. Круглое число в 200 кораблей могло быть взято из рассказа о более раннем набеге руси на Царьград в 860 году.
Затем в описании похода начинаются легенды. Олег поставил свои корабли на колёса и при попутном ветре двинулся по полю к Константинополю. Испуганные греки запросили мира, вынесли отравленное вино и пищу, которые Олег не принял. Тогда греки согласились на условия Олега: заплатить по 12 гривен каждому воину, осуществить отдельные выплаты в пользу князей Киева, Чернигова, Переяславля, Полоцка, Ростова, Любеча и других городов. Новгород не вошёл в список городов. По ПВЛ дань указана также в 12 гривен «на уключину», что оставляет без вознаграждения конных участников похода.
Помимо разовых выплат, на Византию была наложена постоянная дань, и был  заключён договор (договор 907 года), регулирующий пребывание и торговлю русских купцов в Византии. После взаимных клятв Олег повесил в знак победы щит на воротах Царьграда, затем приказал грекам сшить паруса: для руси из паволок (златотканый шёлк), славянам из коприны (простой шёлк). Согласно летописи, по возвращении Олега в Киев с богатой добычей, народ прозвал его Вещим.
Некоторая аналогия с парусами из драгоценных тканей прослеживается в скандинавской саге о будущем норвежском короле Олафе Трюггвасоне, записанной монахом Оддом в конце XII века. Олаф служил у князя Владимира в 980-х годах и совершил поход в Византию, согласно саге для крещения. Один из его военных набегов описывается так: «Говорят, после одной великой победы повернул он домой в Гарды [Русь]; они плыли тогда с такой большой пышностью и великолепием, что у них были паруса на их кораблях из драгоценных материй, и такими же были и их шатры». 
Если древнерусский летописец рассказывает о походе руси на Царьград в 860 году исключительно по византийским источникам (хроника Амартола), то рассказ о походе 907 года основан только на местных устных преданиях, некоторые мотивы из которых находят отражение в скандинавских сагах. Хотя сами легенды могут и не соответствовать исторической реальности, но они свидетельствуют о том, что поход был, хотя развивался, по всей видимости, по-другому, нежели его описывает летопись.

## Договор 907 года
Согласно ПВЛ после победы Олег заключил в Константинополе мир на очень выгодных условиях. Приходящие в город русские фактически находились на содержании византийских властей и не платили пошлин. Договор пересказан на словах, формально-процессуальное содержание опущено.
В сентябре 911 года (по ПВЛ в 912 году из-за начала нового года с 1 марта) был заключен новый договор, список с которого полностью приводится в летописи. Содержание договора 907 года никак не пересекается с договором 911 года, за исключением имён послов, но почти буквально воспроизводит фрагмент из русско-византийского договора 944 года.
Таблица ниже передаёт текст договора 907 года в соответствии с фрагментами из более поздних русско-византийских договоров.
| Договор 907 года | Договоры 911, 944, 971 года |
| --- | --- |
| Участники: Карл, Фарлаф, Вермуд, Рулав и Стемид («посла к ним в град карла фарлоф. вельмуда. и стемид») | Договор 911 года Участники: Карл, Фарлаф, Веремуд, Рулав, Стемид и ещё 10 имён. «Мы от рода русскаго. карлы. инегелдъ фарлофъ. веремудъ. рулавъ. гоуды \| роуалдъ. карнъ. фрелавъ. руалъ. актеву. труанъ. ли\|доул фостъ. стемид. иже послани от олга великого князя роуска и от всех иж соут под роукою ег светлых и великих князь. и ег великих бояръ.» |
| Когда приходят русские, пусть берут содержание для послов, сколько хотят; а если придут купцы, пусть берут месячное на 6 месяцев: хлеб, вино, мясо, рыбу и плоды. И пусть устраивают им баню — сколько захотят […] и торгуют, сколько им нужно, не уплачивая никаких сборов… | нет соответствия в договорах |
| Когда же русские отправятся домой, пусть берут у царя на дорогу еду, якоря, канаты, паруса и что им нужно […] Если русские явятся не для торговли, то пусть не берут месячное; пусть запретит русский князь указом своим приходящим сюда русским творить бесчинства в селах и в стране нашей. Приходящие сюда русские пусть живут у церкви святого Мамонта, и пришлют к ним от нашего царства, и перепишут имена их, тогда возьмут полагающееся им месячное, — сперва те, кто пришли из Киева, затем из Чернигова, и из Переяславля, и из других городов. И пусть входят в город только через одни ворота в сопровождении царского мужа, без оружия, по 50 человек… | Договор 944 года И те русские, которые отправляются отсюда, пусть берут от нас все необходимое: пищу на дорогу и что необходимо ладьям […] Если же русские придут не для торговли, то пусть не берут месячины. Пусть накажет князь своим послам и приходящим сюда русским, чтобы не творили бесчинств в селах и в стране нашей. И, когда придут, пусть живут у церкви святого Мамонта, и тогда пошлем мы, цари, чтобы переписали имена ваши, и пусть возьмут месячину — послы посольскую, а купцы месячину, сперва те, кто от города Киева, затем из Чернигова, и из Переяславля, и из прочих городов. Да входят они в город через одни только ворота в сопровождении царева мужа без оружия, человек по 50… |
| Олега с мужами его водили присягать по закону русскому, и клялись те своим оружием и Перуном, своим богом, и Волосом, богом скота, и утвердили мир. | Договор 971 года … пусть […] будем прокляты от бога, в которого веруем, — в Перуна и в Волоса, бога скота, и да будем желты, как золото, и своим оружием посечены будем. |

## Сведения о походе Олега из других источников
Новгородская Первая летопись младшего извода излагает события иначе, называя два похода на Византию Игоря со своим воеводой Олегом, датируя их 920 и 922 годами:

И бысть у него воевода, именемъ Олегъ, муж мудръ и храборъ… В лѣто 6430 [922]. Иде Олегъ на Грѣкы и прииде къ Цесарюграду; и Греци замкоша Съсуд, а град затвориша.

При этом поход 920 года по описанию воспроизводит хорошо задокументированный поход князя Игоря в 941 году.
В византийской хронике Псевдо-Симеона (последняя треть X века) рассказывается о росах (руси):

«Росы, или еще дромиты, получили своё имя от некоего могущественного Роса, после того как им удалось избежать последствий того, что предсказывали о них оракулы, благодаря какому-то предостережению или божественному озарению того, кто господствовал над ними. Дромитами они назывались потому, что могли быстро двигаться.»

В этом фрагменте некоторые исследователи готовы видеть элементы, схожие с предсказанием волхвами грядущей смерти Олегу, а в самом Росе — Вещего Олега. В популярной литературе широко цитируются построения В. Д. Николаева о набеге росов-дромитов на Византию в 904 году. Росы, согласно Николаеву (Псевдо-Симеон не упоминает об этом), были разбиты у мыса Трикефал византийским адмиралом Иоанном Радином, и только часть их спаслась от «греческого огня» благодаря озарению их предводителя.
А. Г. Кузьмин, исследуя текст «Повести временных лет» о князе Олеге, предположил, что летописец использовал греческие или болгарские источники о походе Олега. Летописец приводит слова византийцев: «Это не Олег, но святой Дмитрий, посланный на нас Богом». Эти слова могут указывать на события 904 года, когда Константинополь не оказал помощи городу Фессалоники, покровителем которого считался Димитрий Солунский, в результате чего жители города подверглись резне и только часть их удалось выкупить из рук пиратов-арабов. В непонятной из контекста фразе византийцев о св. Дмитрии мог содержаться намёк на месть Дмитрия Константинополю, виновному в разграблении Фессалоник.

## Интерпретации

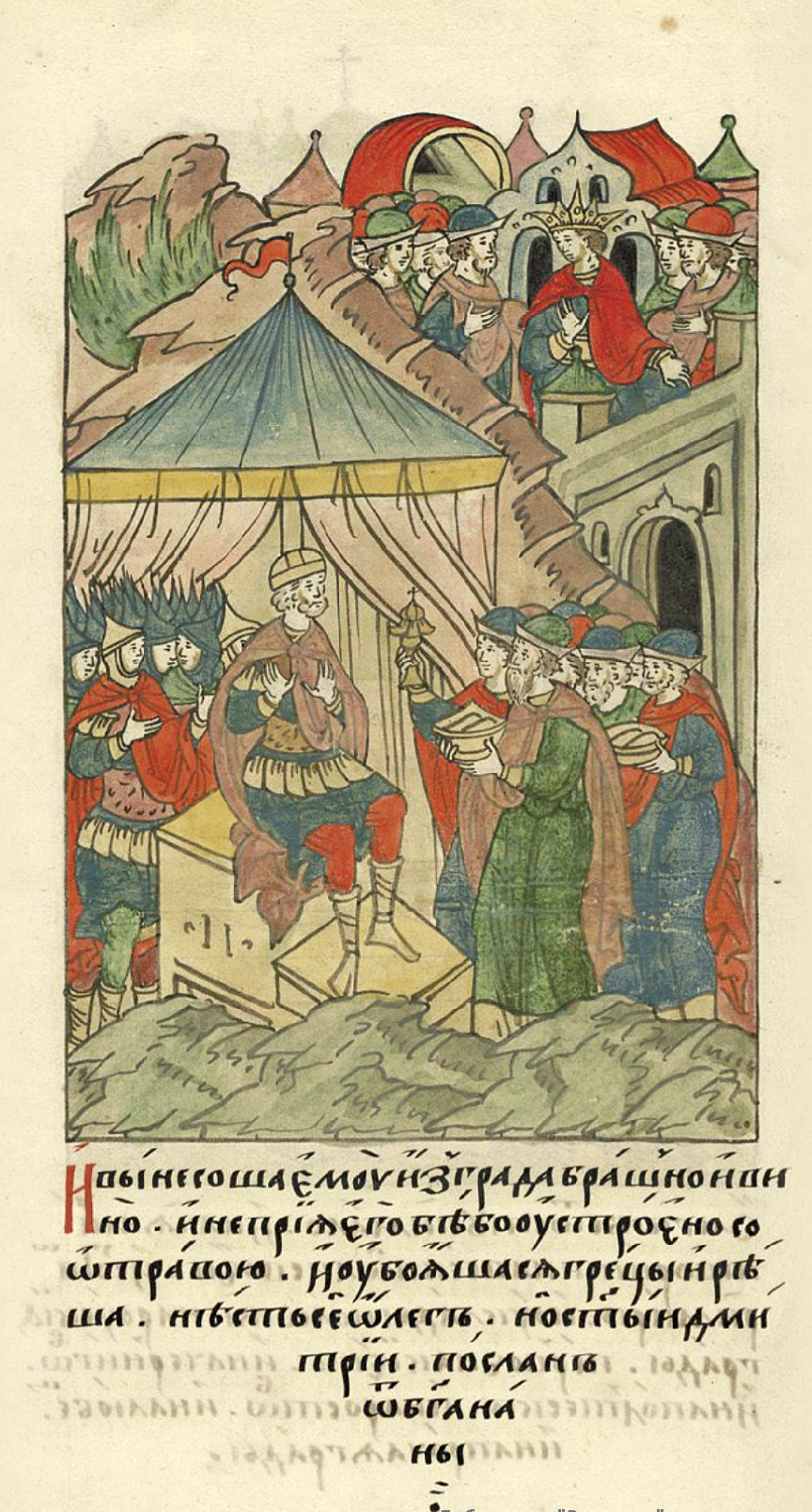
Византийское посольство к Олегу под стенами Царьграда, Лицевой летописный свод, сер. XVI в.

Поход известен исключительно по русским источникам, византийские (а также все остальные) хранят по поводу него молчание. Лишь в «Истории» Льва Диакона есть свидетельство реальности не столько похода, сколько мирного договора: Иоанн Цимисхий во время переговоров со Святославом напоминает ему, как князь Игорь, «презрев клятвенный договор», напал на византийскую столицу. Здесь по мнению М. Я. Сюзюмова и С. А. Иванова, а также А. А. Васильева имеется в виду договор Олега 911 года, заключённый после похода 907 года и известный по Повести временных лет.
Г. Г. Литаврин нашёл договор таким, что он «без военного давления со стороны Руси был абсолютно невозможен». При заключении империей договора с другой страной, составлялся основной экземпляр договорной грамоты от имени императора, затем такой же на греческом языке, но от имени правителя другой страны, и уже эта грамота переводилась на язык народа, с которым договаривались. Известный лингвист, академик С. П. Обнорский заключил, что текст договора 911 года именно переводной, пестрит грецизмами и нарушениями требований русского синтаксиса.
Таким образом, тексты договоров, включённые в Повесть временных лет, свидетельствуют о том, что поход не был полным вымыслом. Молчание византийских источников некоторые историки склонны объяснять неверной датировкой войны в Повести. Были попытки связать её с набегом «русов-дромитов» в 904 году, в то время, когда Византия сражалась с пиратом Львом Триполийским. Наиболее вероятная гипотеза была выдвинута Б. А. Рыбаковым и Л. Н. Гумилёвым: описание похода 907 года в Повести на самом деле относится к войне 860 года, место которой заняло сообщение о неудачном рейде Аскольда и Дира 866 года, навеянное византийскими легендами о чудесном избавлении христиан от враждебных язычников.
Это тем вероятнее, что Русь с начала X века выступает в греческих текстах как союзник Византии. Патриарх Николай Мистик (901—906 и 912—925) угрожает Болгарии русским вторжением, 700 русских наёмников принимали участие в неудачной византийской экспедиции на Крит в 911 году.
В своей работе, посвящённой походу Вещего Олега на Царьград, визаентиевед А. А. Васильев пришёл к выводу, что набег Олега не был вымыслом древнерусского летописца, который в традициях скандинавских героических саг превратил обычный грабительский рейд на византийские владения в эпохальное событие.

## Датировка похода
Помимо вопроса о том, имел ли место поход Олега, описанный в «Повести временных лет», существует проблема датировки такого похода.

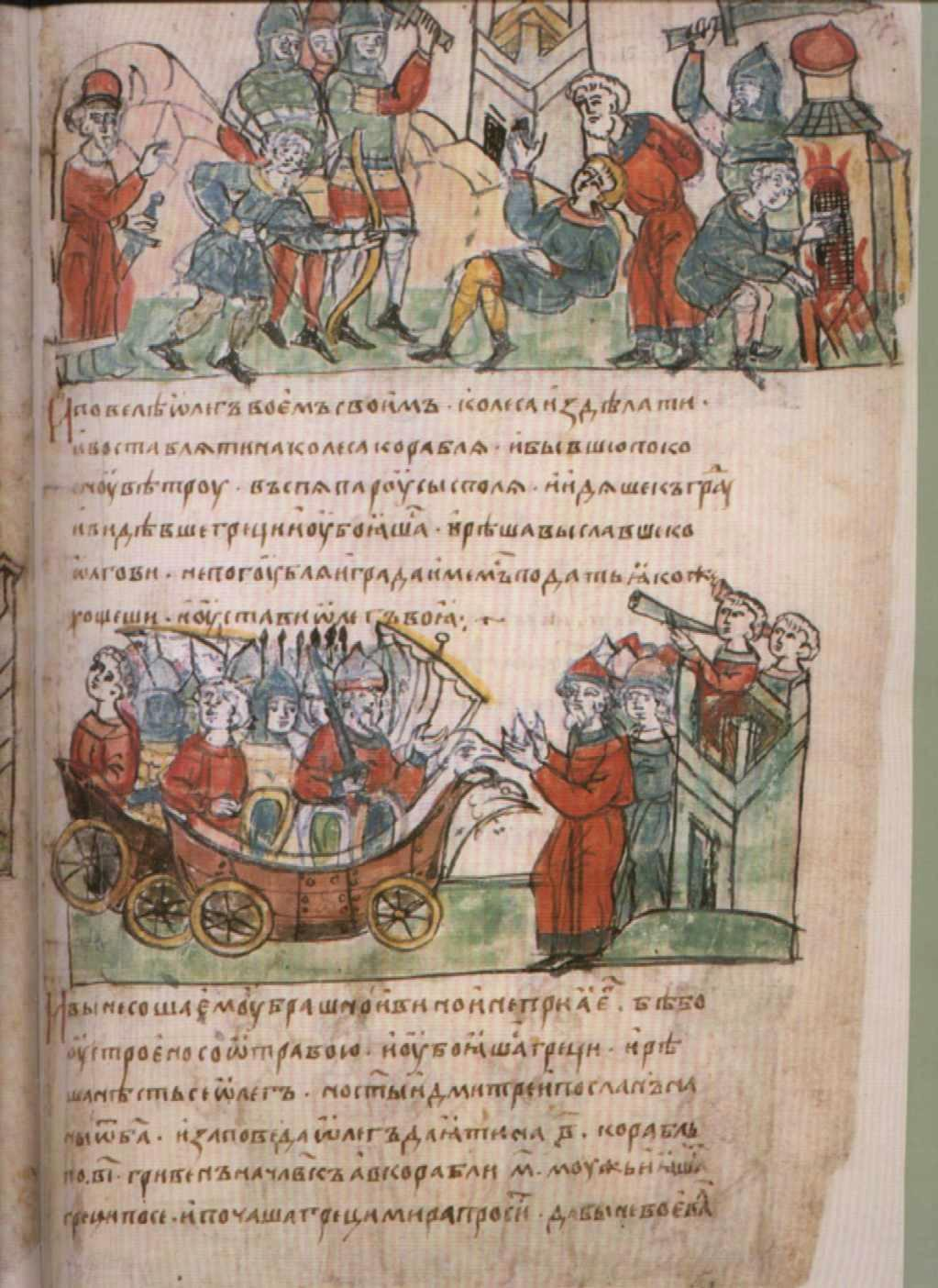
Поход на Царьград Вещего Олега. Рисунки XV века в Радзивилловской летописи.

Дата 907 года в «Повести временных лет» условна и возникла в результате сложных расчётов летописцев при сопряжении абсолютной и относительной хронологии источников, имевших даты указанные в различных эрах. Изначально рассказ о княжении Олега не имел датировки, поэтому позже рассказ был разделен на части, которые тяготели к датам начала и конца правления Олега.
По мнению А. Г. Кузьмина изначально информация конца правления Олега датировалась в «Повести временных лет» 6415 (907) годом, но при сличении с датой договора 911 года, датировка была изменена, поэтому появилось две летописные статьи в которых говорилось о походе, заключении договора и смерти Олега. Так в летописи появилось два договора (текст и его «пересказ»). Таким образом, события, описанные в статьях 907 и 912 годов, изначально никак не датировались, но были связаны, как, например, в тексте «Иоакимовской летописи», в которой нет абсолютной датировки и сведений о смерти князя: «После того Олег обладал всей страной той, многие народы себе покорил, ходил воевать на греков морем и принудил тех мир купить, возвратился с честию великою и богатствами многими».
По косвенным данным поход датируется 904—909 годами. Нижняя дата, 904 год, определяется известиями о союзных росах-дромитах и нападению арабов на Фессалоники. Верхняя дата, 909—910 годами, определяется по известию о разведывательном походе русов в Каспийское море, за которым последовал поход 913 года. Русы, совершившие этот поход, не могли пройти через Чёрное и Азовское моря в Дон без союзнических отношений с Византией. Союз Руси и Византии к 909-910 году подтверждается данными Константина Багрянородного (середина X века) об участии русских вспомогательных судов в критской экспедиции 910 года.
Вместе с тем в «Повести временных лет» имеется и относительная датировка похода. В тексте сказано, что предсказание волхвов о смерти Олега сбылось на пятое лето после его похода на Константинополь. «Смерть» Олега можно датировать временем не позже июля 912 года (принесение жертв, упомянутое В. Н. Татищевым, при появлении кометы Галлея), или осени этого года, указанной в летописи (время полюдья). Поход 913 года поставил точку на карьере Олега (он погиб или ушёл на север). Следовательно, поход на Византию приходится на 907—908 годы, и летописец не ошибся в расчётах. Верность указанной в легенде относительной даты подтверждается другим местом «Повести» — под 1071 год сказано, что в Киеве объявился волхв: «…Он рассказывал людям, что на пятый год Днепр потечёт вспять и что земли начнут перемещаться» Видимо, пятилетний срок пророчества был обычным для волхвов.
Датировку похода подтверждает и динамика византийско-болгарских отношений. В 904 году болгарский царь Симеон I совершил поход на разграбленные арабами Фессалоники, пытаясь расширить свои владения. В 910-911 годах он собирается начать войну с Византией, но начнет её лишь в 913 году. В качестве одного из сдерживающих факторов по отношению к болгарам византийцы использовали флот русов.